# شای‌مرادوو
شای‌مرادوو (انگلیسی: Shaymuratovo) یک شهرک در شهرستان کارماسکالینسکی استان باشقیرستان کشور روسیه است.